# .mh
.mh е интернет домейн от първо ниво за Маршаловите острови. Представен е през 1996. Въпреки че домейнът съществува чисто технически, той не се използва от частни лица, институции и организации регистрирани на островната държава.